# Burlafingen
Burlafingen ist ein Ortsteil und Pfarrdorf der Großen Kreisstadt Neu-Ulm im bayerisch-schwäbischen Landkreis Neu-Ulm.  

## Geschichte
1275 wird im Liber decimationis der Diözese Konstanz eine Capella in Burluingen erwähnt. Burlafingen kam im Spätmittelalter zur Reichsstadt Ulm, bis es 1802 zusammen mit Ulm schließlich dem Kurfürstentum Bayern zufiel. Ulm wurde später württembergisch, doch Burlafingen blieb weiter – bis zum heutigen Tag – bayerisch. 1972 gab Burlafingen seine gemeindliche Selbständigkeit durch den freiwilligen Zusammenschluss mit Pfuhl auf, mit dem es dann zum 1. Juni 1977 zu Neu-Ulm kam. Der Ort liegt nordöstlich des Hauptortes Neu-Ulm. Am südlichen Ortsrand verläuft die Staatsstraße 2023, östlich die A 7 und südöstlich die B 10. Die Donau fließt nördlich und östlich der Landgraben, ein Zufluss der ebenfalls östlich fließenden Leibi. 

## Baudenkmäler
In der Liste der Baudenkmäler in Neu-Ulm sind für Burlafingen drei Baudenkmale aufgeführt:
- Die katholische Pfarrkirche St. Konrad von Parzham (Friedhofstraße 6/Sankt-Jakob-Straße 5), 1957 ff. errichtet, ist ein Saalbau mit Satteldach, südlichem Seitenschiff, und im Südwesten freistehendem, durch eine flachgedeckte Vorhalle mit der Kirche verbundenem Turm. Der südöstliche Bauriegel mit Sakristei und Paramentenraum begrenzt einen Innenhof.
- Das im Jahr 1790 errichtete Pfarrhaus (Thalfinger Straße 37) ist ein zweigeschossiger Walmdachbau, 1984 wurde es umgebaut.
- Die ehemalige katholische Pfarrkirche St. Jakobus d. Ä. (Thalfinger Straße 39) ist seit 1962 eine evangelisch-lutherische Kirche. Der Saalbau mit eingezogenem Chor und Turm im Nordwesten wurde 1820 an Stelle eines 1819 abgebrochenen gotischen Vorgängerbaus nach Plänen des Günzburger Landbaumeisters Schwesinger errichtet. 1964/65 wurde die Kirche umgestaltet.

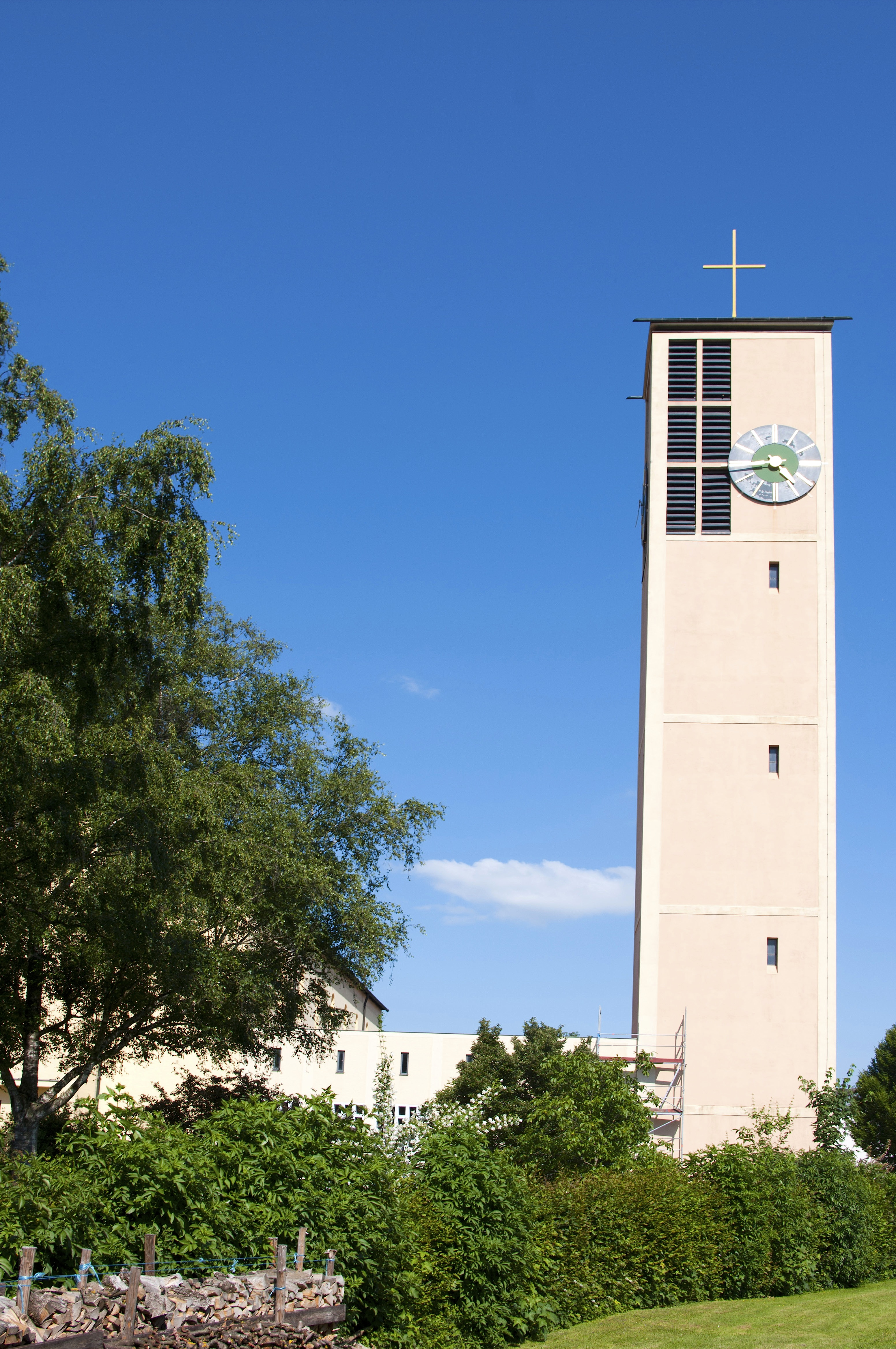
Katholische Pfarrkirche St. Konrad von Parzham (2012)
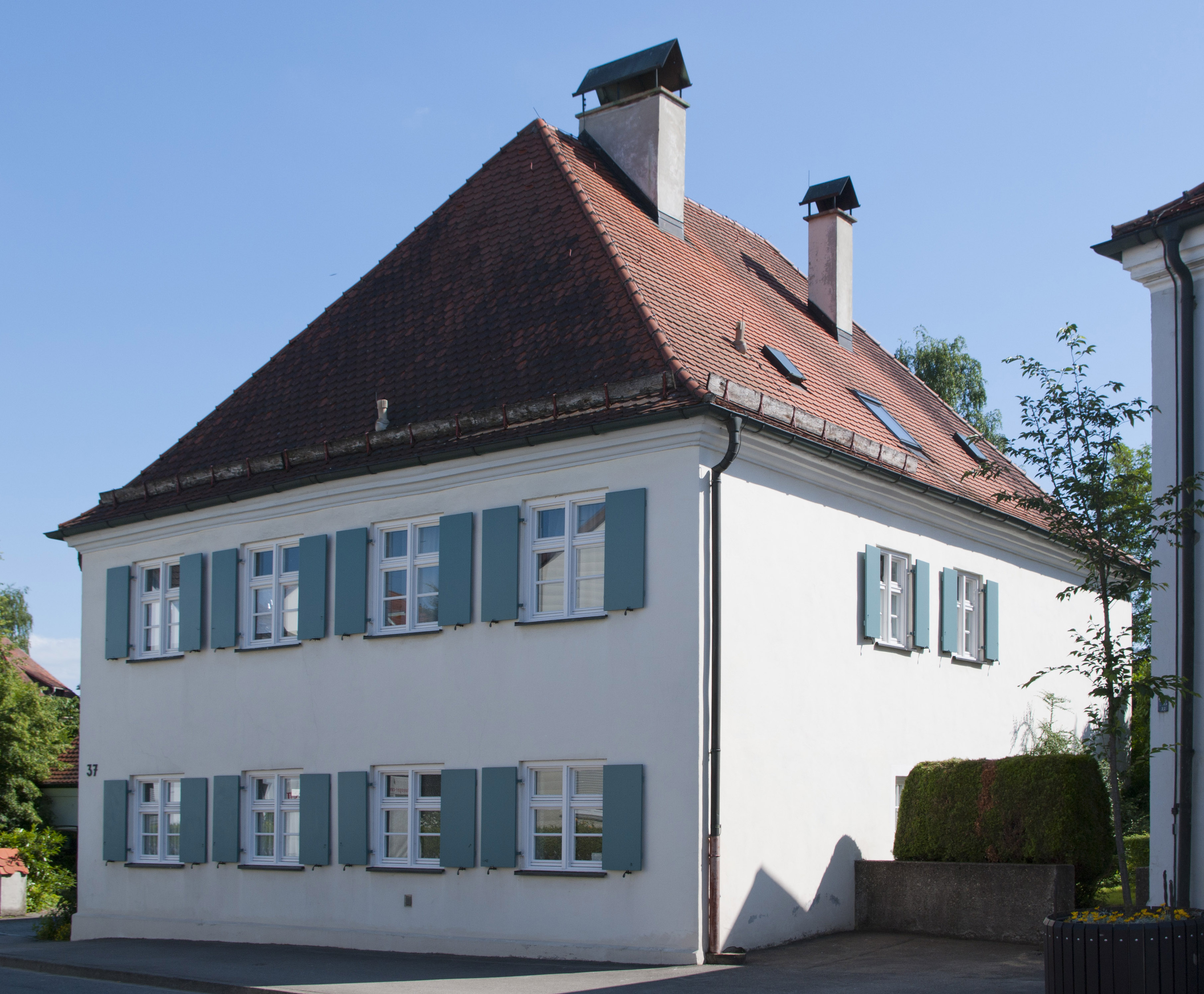
Pfarrhaus (2012)
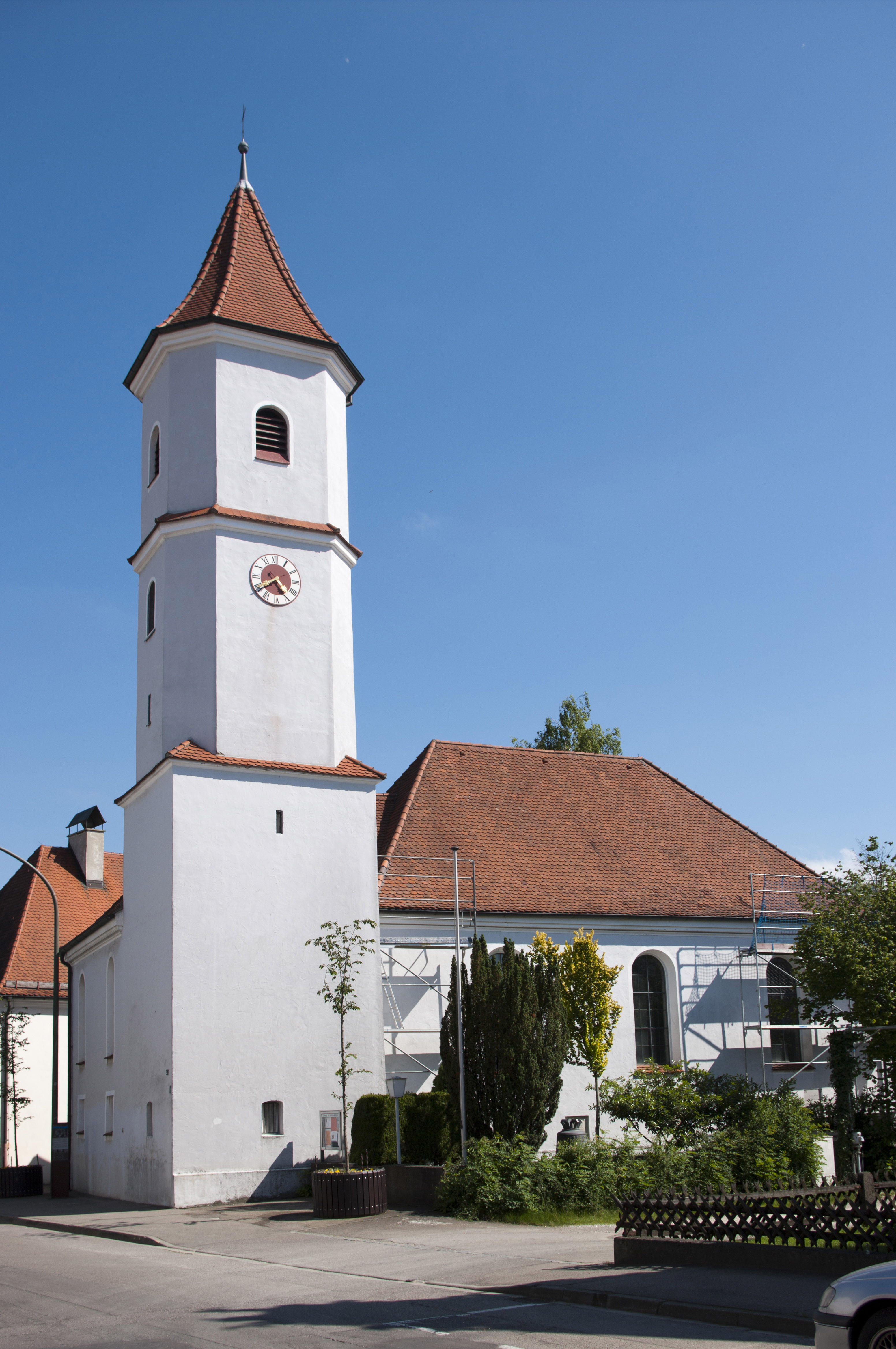
Ehemalige katholische Pfarrkirche St. Jakobus d. Ä., seit 1962 evangelisch-lutherische Kirche (2012)